# Drumcliffe
Drumcliffe is een plaats in het Ierse graafschap Sligo. De plaats is vooral bekend vanwege het kerkhof waar een van de grootste Ierse dichters, Yeats begraven ligt.

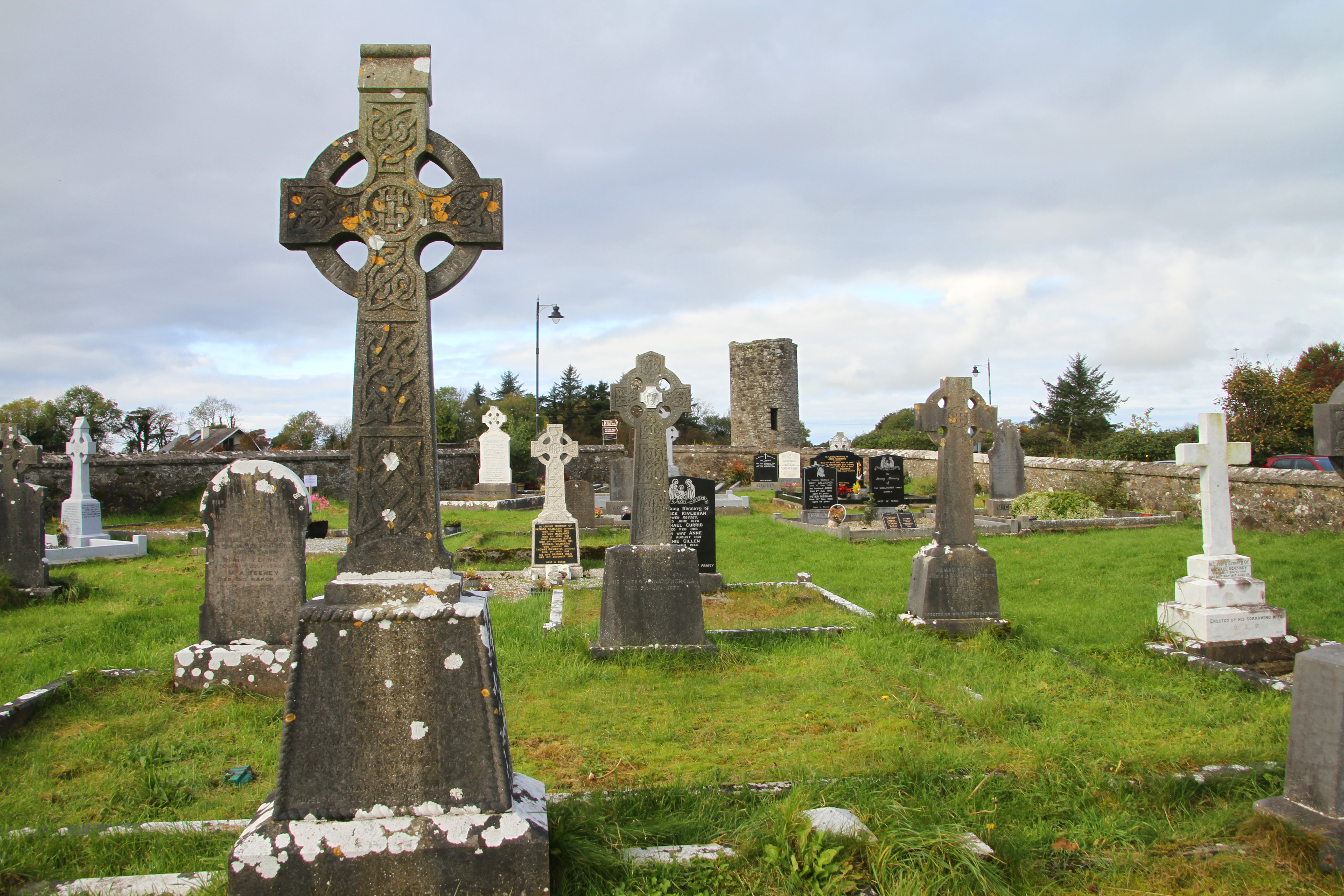
Kerkhof van St. Columban
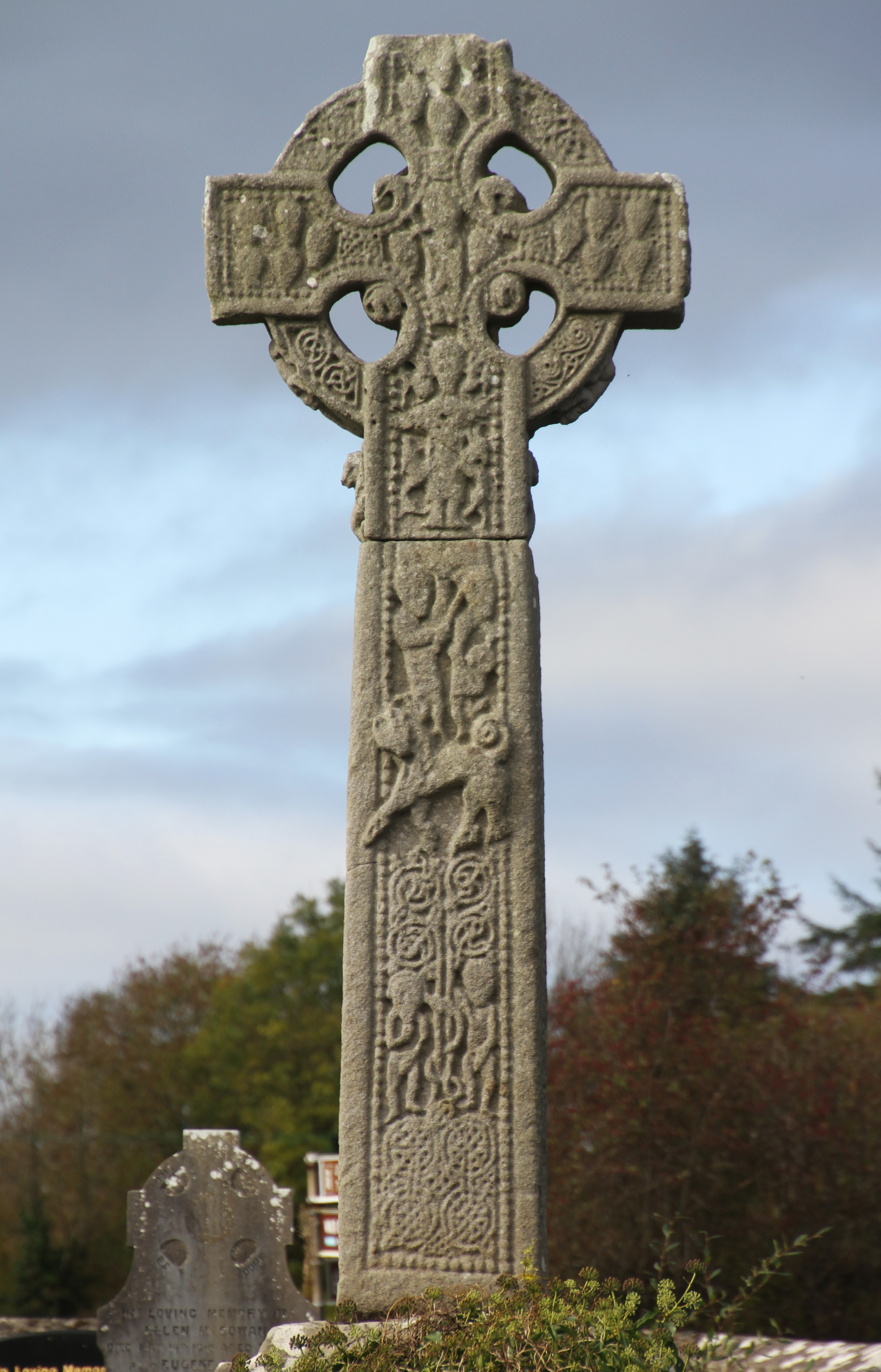
Hoog kruis
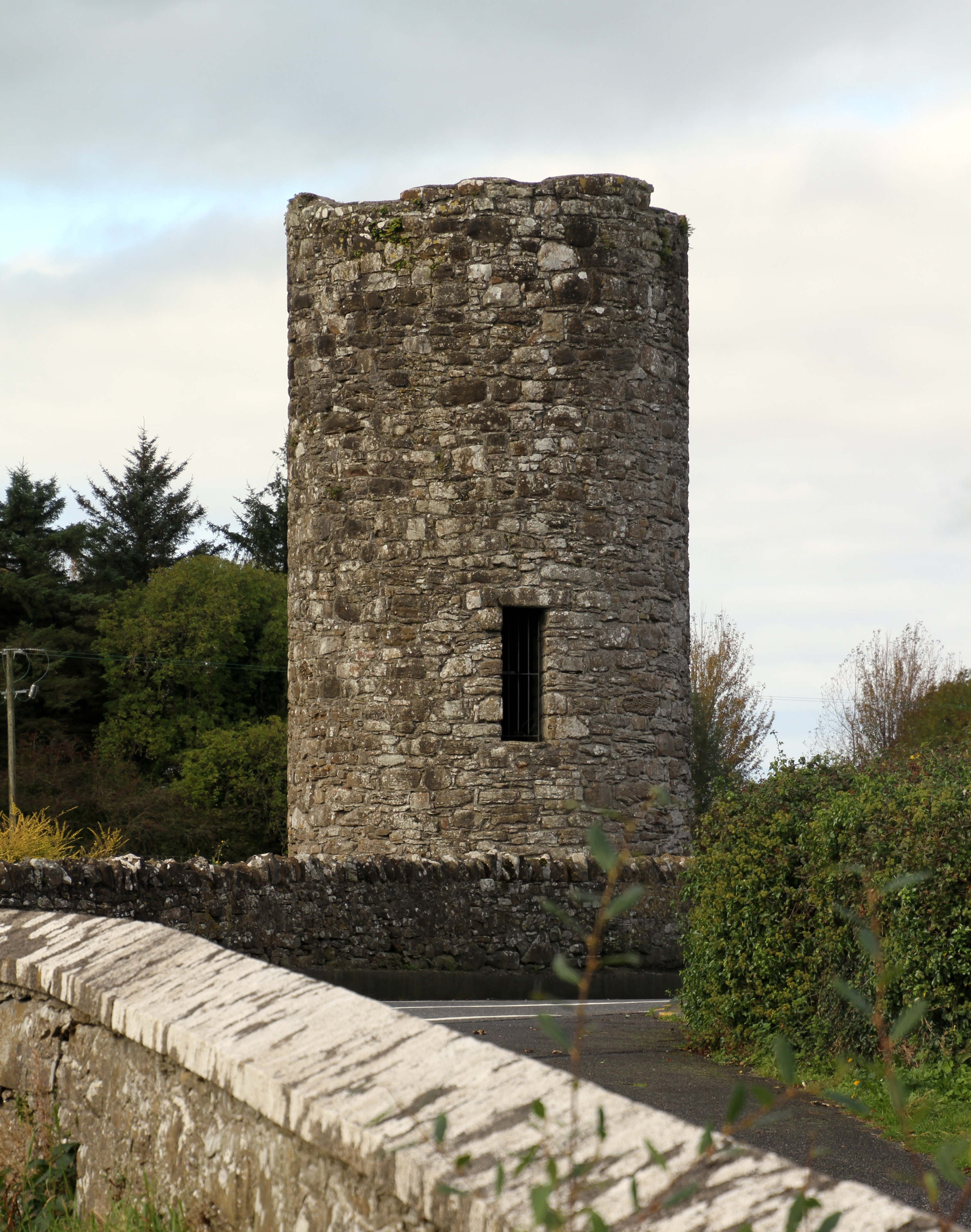
Ronde toren
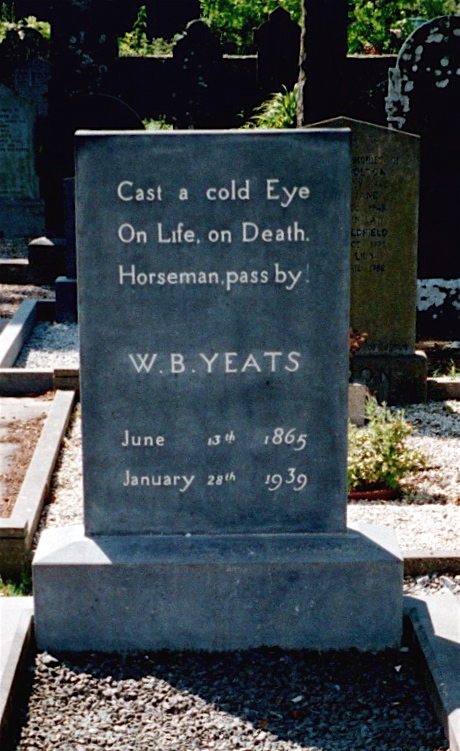
Het graf van Yeats
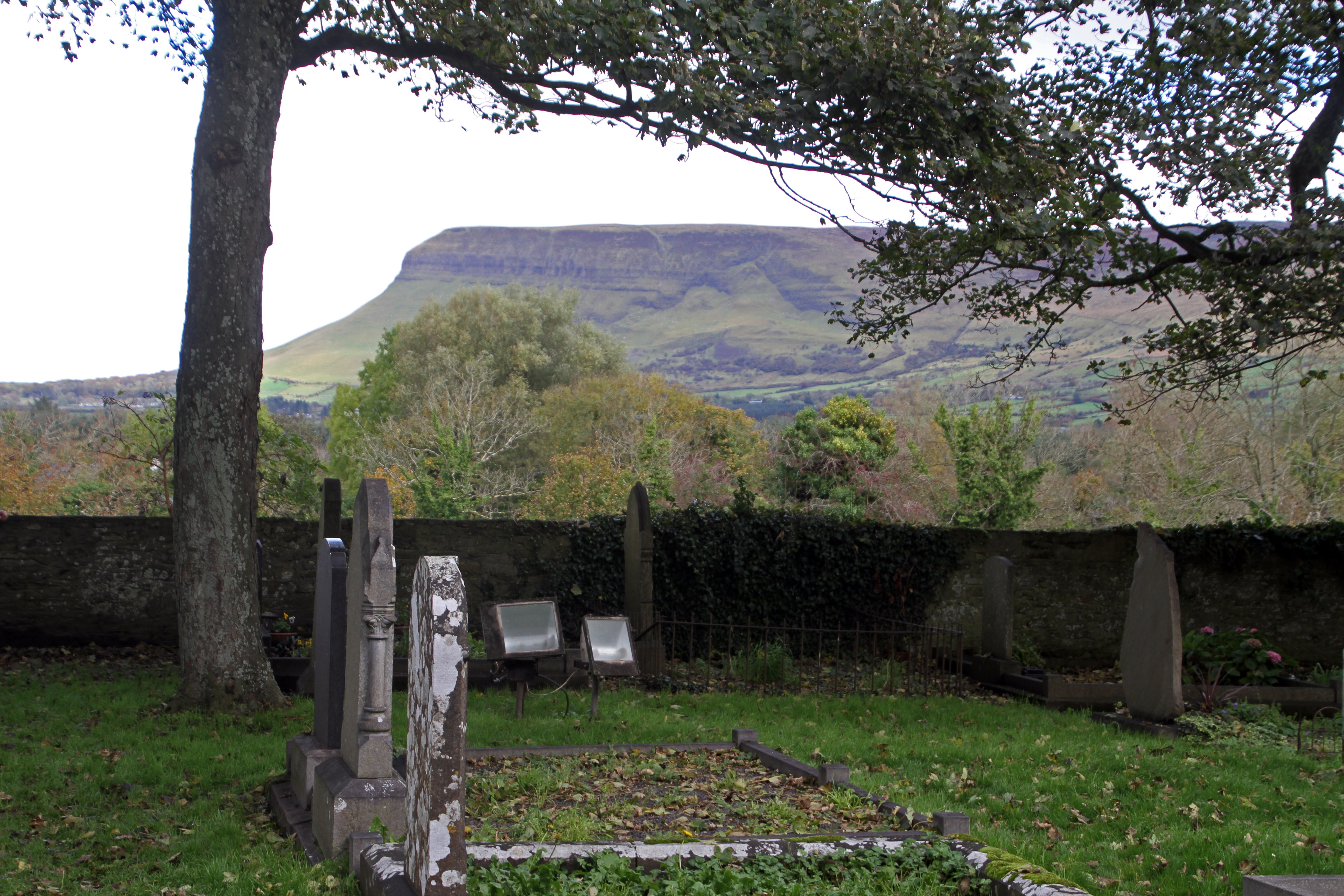
Berg Benbulbin